# 1553

## Události

### Probíhající události
- 1545–1563 – Tridentský koncil

### Říjen–prosinec
- 25. listopadu – Italská válka v letech 1551–1559: Cosimo I. de' Medici, vévoda z Florentské republiky, podepisuje tajnou smlouvu s Karlem V., císařem Svaté říše římské, aby dobyl Sienskou republiku a dostal ji zpět do Říše.[1]

## Narození
- 22. ledna – Terumoto Móri, daimjó – hlava klanu Móri († 27. dubna 1625)
- 29. dubna – Albrecht Fridrich Pruský, pruský vévoda († 27. srpna 1618)
- 30. dubna – Luisa Lotrinská, francouzská královna jako manželka krále Jindřicha II. († 29. ledna 1601)
- 14. května – Královna Margot, francouzská princezna a jako manželka Jindřicha IV. francouzská a navarrská královna († 27. března 1615)
- 15. června – Arnošt Habsburský, rakouský arcivévoda a štýrsky regent, syn císaře Maxiliána II. († 1595)
- 13. prosince – Jindřich IV., francouzský a navarrský král († 1610)

## Úmrtí
Česko
- 18. březen - Václav Hájek z Libočan, český kronikář, spisovatel a kněz  (* kolem 1500)
- 9. září – Jan Dubravius, český historik, spisovatel (* kolem 1486)
- 11. září – Zdiskav Berka z Dubé a Lipé, český hofmistr, sudí a šlechtic (* kolem 1467/1470)
- 2. října – Jan IV. Zajíc z Hazmburka, český šlechtic (* 1486)

Svět
- 31. ledna – Jiří II. Minsterbersko-Olešnický, minsterbersko-olešnický kníže z rozrodu pánů z Poděbrad (* 1512)
- 19. února – Erasmus Reinhold, německý astronom a matematik (* 22. října 1511)
- 9. dubna – Francois Rabelais, francouzský spisovatel (* 1494)
- 18. března – Václav Hájek z Libočan, český spisovatel (* ?)
- 6. července – Eduard VI., anglický král z rodu Tudorovců (* 12. října 1537)
- 9. července – Mořic Saský, saský vévoda a kurfiřt (* 1521)
- 8. srpna – Girolamo Fracastoro, italský lékař, filosof a básník (* 1478)
- 6. října – şehzade Mustafa, syn osmanského sultána Sulejmana Chána
- 16. října – Lucas Cranach starší, německý renesanční malíř, tiskař, obchodník a přítel M. Luthera (* 4. října 1472)
- 27. října – Michael Servetus, španělský teolog, lékař a kartograf (* 29. září 1511)
- 27. listopadu – Şehzade Cihangir, syn osmanského sultána Sulejmana I. (* 9. prosince 1531)
- 24. prosince – Pedro de Valdivia, španělský conquistador, první guvernér Chile (* 17. dubna 1497)
- ? – Cristóbal de Morales, španělský hudební skladatel (* 1500)

## Hlavy států
- České království – Ferdinand I.
- Svatá říše římská – Karel V.
- Papež – Julius III.
- Anglické království – Eduard VI. – Marie I. Krvavá
- Francouzské království – Jindřich II.
- Polské království – Zikmund II. August
- Uherské království – Ferdinand I.
- Španělské království – Karel V.
- Burgundské vévodství – Karel V.
- Osmanská říše – Sulejman I.
- Perská říše – Tahmásp I.